# Playa del Carmen
Playa del Carmen er en by i den mexicanske delstat Quintana Roo. Byen var indtil slutningen af 1980'erne en søvnig lille fiskerby, men har i dag udviklet sig til en mellemting mellem feriekolossen Cancún og de simple hytter længere mod syd omkring Tulum.
Playa del Carmen ligger i et turistområde kaldet “Riviera Maya”. Byen ligger ved Det Caribiske Hav, og dens vigtigste aktivitet er turisme. Det betyder også, at meget arbejde genereres i byggebranchen, som er den næstvigtigste industri i byen.   